# Provincia de Hyūga
La provincia de Hyūga (日向国 Hyūga no kuni?) era una antigua provincia de Japón ubicada en la costa este de la isla de Kyūshū, correspondiente a la ubicación actual de la prefectura de Miyazaki. Hyūga limitaba con las provincias Bungo, Higo, Ōsumi, y Satsuma.
La antigua capital de la provincia estaba cerca de la ciudad de Saito, hoy en día parte de la prefectura de Miyazaki.

## Registro histórico
En el tercer mes del sexto año de la de la era Wadō (713), el territorio de la provincia de Ōsumi fue administrativamente separado de la provincia de Ōsumi. En el mismo año, el Daijō-kan de la Emperatriz Gemmei organizó otros cambios del catastro en el mapa provincial del período Nara.
Durante el período Sengoku, el área era frecuentemente dividida entre el feudo norteño alrededor del castillo de Agata (cerca de la actual Nobeoka), y el feudo sureño de cerca del castillo de Obi, cercano a Nichinan. El feudo del sur fue tomado por el cla Shimazu de la cercana Satsuma durante gran parte del período. El clan Itō tomó control de Hyuga hasta que fue conquistado por el clan Shimazu en 1578.